# Breda M37
Mitragliatrice Breda calibro 8 modello 37 (almindeligvis kaldet Breda mod. 37 eller bare Breda 37) var et italiensk tungt maskingevær, som blev fremstillet af Breda og blev indført i den italienske hær i 1937. Det var standardmaskingevær i den kongelige italienske hær under 2. verdenskrig, og fortsatte med at blive anvendt af den italienske hær efter krigen. Breda 37 var tænkt som et kompagni/bataljon støttevåben i forhold til det mere besværlige Breda 30, som var tænkt til støtte for grupper/delinger og viste sig langt mere effektivt i kamp, selv om det havde mange af de samme problematiske egenskaber som Breda 30.

## Design og betjening
Breda M37 var et gas-drevet, luftkølet tungt maskingevær. Bredaen benyttede en større patron end sine rivaler, 8 mm x59RB Breda.
I modsætning til andre infanterimaskingeværer havde Breda ingen mekanisme som foretog den indledende udsmidning af patronen efter affyring, og det betød at hver patron skulle smøres ved hjælp af en smøremekanisme inden den blev stoppet ind i kammeret. Det tiltrak støv og skidt, især under ørkenbetingelser - såsom under den italienske hærs felttog i Nordafrika.
En anden ulempe var at våbnet blev fødet med en 20-patroners clip. Det begrænsede fortsat skydning, da maskingeværet kun kunne blive afskudt når en anden fra maskingeværgruppen fodrede den med den ene clip efter den anden. Patronerne skulle smøres for at undgå, at de blev siddende i kammeret, med alle de ulemper det medførte. En anden særhed ved designet var, at de brugte patroner blev sat tilbage i clippen efterhånden som de blev afskudt. Den mekaniske energi der var nødvendig for at udføre denne funktion begrænsede skudfrekvensen betydeligt, og våbnet tenderede til at sætte sig fast hvis den blev fødet en anelse skævt. Det betød også, at i tilfælde af at metal clipsene skulle genbruges, skulle skyttens assistent først fjerne de brugte patroner fra clipsene.

## Brug
I brug viste Breda 37 og 38 sig at være forholdsvis pålidelige tunge maskingeværer. Måske fordi det tunge støttevåben fik mere opmærksomhed fra deres brugere. Rapporter fra felten var generelt positive bortset fra blokeringer som følge af ørkensand og støv, som påvirkede alle våben i ørkenen i et vist omfang. Bred 37's langsomme skudfrekvens bidrog til at forhindre overophedning under fortsat skydning, og dets tunge projektil havde en udmærket rækkevidde og gennemslagskraft. Trods det var dette maskingevær næsten dobbelt så tungt som de tyske maskingeværer og rungere end våben såsom M1919. Rent faktisk var det det tungeste lette maskingevær, og unødvendigt indviklet at bruge. Det var et nyt problem for italienerne, som i forvejen havde problemer med deres mobilitet, som følge af deres ringe flåde af lastbiler. Trefoden øgede maskingeværets vægt med omkring 20 kg, så det i alt vejede omkring 40 kg.
Våbenet vedblev med at være i tjeneste ved fronten i de italienske styrker igennem hele krigen, og erobrede eksemplarer blev anvendt i kamp af britiske og Commonwealth styrker, heriblandt enheder fra SAS[kilde mangler].
M37 blev også indført i Portugals væbnede styrker, som kaldte den Metralhadora pesada 7,92 mm m/938 Breda tungt maskingevær. Den blev brugt meget i den første tid af Portugals kolonikrige i Afrika.
Breda Modello 38 var tænkt anvendt i køretøjer, og blev fødet fra et kassemagasin, som var monteret oven på det. Modello 38 havde et pistollignende greb i stedet for de to skydehåndtag på Modello 37. Dette var det mest anvendte maskingevær i køretøjer i italienske hær.
Produktionen ophørte i 1943. Det var stadig i brug som standardmaskingevær efter krigen indtil det blev erstattet med mere moderne maskingeværer.

## Eksterne kilder
- Comando Supremo: Italy at War